# Liga Portuguesa de Basquetebol
La Liga Portuguesa de Basquetebol (LPB), conocida por motivos de patrocinio como Liga Placard, es la máxima competición de baloncesto de Portugal. Desde la temporada 2008-09, la competición es organizada de nuevo por la Federação Portuguesa de Basquetebol tras 13 temporadas, debido a la desaparición de la LCB tras muchos años de problemas financieros. La liga es actualmente semiprofesional.
Entre las temporadas 1965-66 y 1973-74 los campeones de la liga se determinaban por un torneo entre los ganadores del Campeonato Metropolitano (en representación de Portugal) y los campeones de las entonces colonias portuguesas de Mozambique y Angola, en forma similar a la Roller Hockey Portugués primero División, que también se jugó durante esas temporadas. Sin embargo, el primer torneo nunca se llegó a jugar debido a una protesta del equipo de Mozambique Sporting de Lourenço Marques.
En la temporada 2008-2009 SL Benfica se convirtió en el segundo equipo tras el Maccabi Tel Aviv Basketball Club en los 70s, en hacer 100% de victorias en la liga regular.

## Equipos 2022-2023
| Equipo              | Ciudad              | Pabellón                         |
| ------------------- | ------------------- | -------------------------------- |
| SL Benfica          | Lisboa              | Pavilhão Fidelidade              |
| CAB Madeira         | Funchal             | Pavilhão do CAB                  |
| Esgueira Aveiro Oli | Esgueira            | Ginásio Esgueira                 |
| Imortal Luzigas     | Albufeira           | Pavilhão do Albufeira            |
| Lusitânia Expert    | Angra do Heroísmo   | Municipal                        |
| UD Oliveirense      | Oliveira de Azeméis | Dr. Salvador Machado             |
| Ovarense Gavex      | Ovar                | Arena Gavex                      |
| FC Porto            | Oporto              | Dragão Caixa                     |
| CD Póvoa            | Póvoa de Varzim     | Clube Desportivo Póvoa           |
| Sangalhos DC        | Sangalhos           | Complexo Desportivo de Sangalhos |
| Sporting CP         | Lisboa              | Pavilhão João Rocha              |
| Vitória SC          | Guimarães           | Uni Vimaranense                  |

## Historial
| - 1932/1933: Conimbricense - 1933/1934: União de Lisboa - 1934/1935: Carnide - 1935/1936: Carnide - 1936/1937: Carnide - 1937/1938: Carnide - 1938/1939: CF Belenenses - 1939/1940: SL Benfica - 1940/1941: Carnide - 1941/1942: Vasco da Gama AC - 1942/1943: Carnide - 1943/1944: Carnide - 1944/1945: CF Belenenses - 1945/1946: SL Benfica - 1946/1947: SL Benfica - 1947/1948: Vasco da Gama AC - 1948/1949: Académica - 1949/1950: Académica - 1950/1951: Vasco da Gama AC | - 1951/1952: FC Porto - 1952/1953: FC Porto - 1953/1954: Sporting CP - 1954/1955: Académica - 1955/1956: Sporting CP - 1956/1957: Barreirense - 1957/1958: Barreirense - 1958/1959: Académica - 1959/1960: Sporting CP - 1960/1961: SL Benfica - 1961/1962: SL Benfica - 1962/1963: SL Benfica - 1963/1964: SL Benfica - 1964/1965: SL Benfica - 1965/1974: Fue el Campeonato Metropolitano - 1974/1975: SL Benfica - 1975/1976: Sporting CP - 1976/1977: Casino Ginásio Figueirense - 1977/1978: Sporting CP | - 1978/1979: FC Porto - 1979/1980: FC Porto - 1980/1981: Sporting CP - 1981/1982: Sporting CP - 1982/1983: FC Porto - 1983/1984: CA Queluz - 1984/1985: SL Benfica - 1985/1986: SL Benfica - 1986/1987: SL Benfica - 1987/1988: Ovarense - 1988/1989: SL Benfica - 1989/1999: SL Benfica - 1990/1991: SL Benfica - 1991/1992: SL Benfica - 1992/1993: SL Benfica - 1993/1994: SL Benfica - 1994/1995: SL Benfica |

### Campeonato Metropolitano
| - 1965/1966: No se disputó - 1966/1967: Benfica de Luanda (ANG) - 1967/1968: Sporting L. Marques (MOZ) - 1968/1969: Sporting CP - 1969/1970: SL Benfica - 1970/1971: Sporting L. Marques (MOZ) - 1971/1972: FC Porto - 1972/1973: Sporting L. Marques (MOZ) - 1973/1974: Malhangalene (MOZ) |

### Liga Profesional (1995-2008)
| Año       |                     | Final     | Final               | Final |
| Año       | Campeón             | Resultado | Finalista           |       |
| --------- | ------------------- | --------- | ------------------- | ----- |
| 1995/1996 | FC Porto            | 3-1       | SL Benfica          |       |
| 1996/1997 | FC Porto            | 3-1       | U.D.Oliveirense     |       |
| 1997/1998 | Estrelas Avenida    | 3-2       | Ovarense Dolce Vita |       |
| 1998/1999 | FC Porto            | 3-1       | Illiabum            |       |
| 1999/2000 | Ovarense Dolce Vita | 3-0       | FC Porto            |       |
| 2000/2001 | Portugal Telecom    | 3-1       | U.D.Oliveirense     |       |
| 2001/2002 | Portugal Telecom    | 3-0       | U.D.Oliveirense     |       |
| 2002/2003 | Portugal Telecom    | 3-2       | U.D.Oliveirense     |       |
| 2003/2004 | FC Porto            | 3-1       | CA Queluz           |       |
| 2004/2005 | CA Queluz           | 3-0       | Ovarense Dolce Vita |       |
| 2005/2006 | Ovarense Dolce Vita | 3-0       | Casino Ginásio      |       |
| 2006/2007 | Ovarense Dolce Vita | 3-2       | FC Porto            |       |
| 2007/2008 | Ovarense Dolce Vita | 4-3       | FC Porto            |       |

### Liga Portuguesa de Basquetebol
| Año       |                      | Final     | Final                | Final |
| Año       | Campeón              | Resultado | Finalista            |       |
| --------- | -------------------- | --------- | -------------------- | ----- |
| 2008/2009 | SL Benfica           | 4-0       | Ovarense Dolce Vita  |       |
| 2009/2010 | SL Benfica           | 4-1       | FC Porto             |       |
| 2010/2011 | FC Porto             | 4-3       | SL Benfica           |       |
| 2011/2012 | SL Benfica           | 3-2       | FC Porto             |       |
| 2012/2013 | SL Benfica           | 3-1       | Académica de Coimbra |       |
| 2013/2014 | SL Benfica           | 3-0       | Vitória SC           |       |
| 2014/2015 | SL Benfica           | 3-0       | Vitória SC           |       |
| 2015/2016 | FC Porto             | 3-1       | SL Benfica           |       |
| 2016/2017 | SL Benfica           | 3-0       | FC Porto             |       |
| 2017/2018 | UD Oliveirense       | 3-0       | FC Porto             |       |
| 2018/2019 | UD Oliveirense       | 3-1       | SL Benfica           |       |
| 2020/2021 | Sporting de Portugal | 3-2       | FC Porto             |       |
| 2021/2022 | SL Benfica           | 3-1       | FC Porto             |       |
| 2022/2023 | SL Benfica           | 3-1       | Sporting de Portugal |       |
| 2023/2024 | SL Benfica           | 3-0       | FC Porto             |       |
| 2024/2025 | SL Benfica           | 3-1       | FC Porto             |       |

## Títulos por equipo
| Equipo                             | Títulos | Años |
| ---------------------------------- | ------- | --- |
| SL Benfica                         | 31      | 1940, 1946, 1947, 1961, 1962, 1963, 1964, 1965, 1970, 1975, 1985, 1986, 1987, 1989, 1990, 1991, 1992, 1993, 1994, 1995, 2009, 2010, 2012, 2013, 2014, 2015, 2017, 2022, 2023, 2024, 2025 |
| FC Porto                           | 12      | 1952, 1953, 1972, 1979, 1980, 1983, 1996, 1997, 1999, 2004, 2011, 2016 |
| Sporting CP                        | 9       | 1954, 1956, 1960, 1969, 1976, 1978, 1981, 1982, 2021 |
| Carnide                            | 7       | 1935, 1936, 1937, 1938, 1941, 1943, 1944 |
| Ovarense Dolce Vita                | 5       | 1988, 2000, 2006, 2007, 2008 |
| Académica de Coimbra               | 4       | 1949, 1950, 1955, 1959 |
| Vasco da Gama                      | 3       | 1942, 1948, 1951 |
| Sporting de Lourenço Marques (MOZ) | 3       | 1968, 1971, 1973 |
| Portugal Telecom                   | 3       | 2001, 2002, 2003 |
| Belenenses                         | 2       | 1939, 1945 |
| Barreirense                        | 2       | 1957, 1958 |
| Queluz                             | 2       | 1984, 2005 |
| UD Oliveirense                     | 2       | 2018, 2019 |
| Conimbricense                      | 1       | 1933 |
| União de Lisboa                    | 1       | 1934 |
| Benfica de Luanda (ANG)            | 1       | 1967 |
| CD Malhangalene (MOZ)              | 1       | 1974 |
| Ginásio                            | 1       | 1977 |
| Estrelas Avenida                   | 1       | 1998 |